# Форс увриер
«Форс увриер» (ФУ) (фр. Force ouvrière — «Рабочая сила»), полное название — Всеобщая конфедерация труда — Рабочая сила (фр. Confédération générale du travail — Force ouvrière) — конфедерация профсоюзов во Франции.
По результатам профессиональных выборов, является третьим по популярности профсоюзным центром во Франции, после Французской демократической конфедерации труда и Всеобщей конфедерации труда.
Форс увриер является членом Международной конфедерации профсоюзов и Европейской конфедерации профсоюзов.

## История
Форс увриер был создан в декабре 1947 года 4-мя реформистскими профсоюзами из Всеобщей конфедерации труда (ВКТ), которые не были согласны с политическими требованиями бастовавших рабочих в ходе всеобщей стачки и осуждением ВКТ и Французской коммунистической партией плана Маршалла. Организаторами ФУ выступили профсоюзные активисты Леон Жуо, Робер Ботеро и Андре Лафон. В апреле 1948 года прошел первый съезд Форс увриер, на котором был принят устав и программа, в 1949 году ФУ стал одним из организаторов Международной конфедерации свободных профсоюзов.
Форс увриер изначально занимал антикоммунистические позиции, в связи с чем получал финансовую поддержку от Американской федерации труда и помощь в организации от таких американских профсоюзных деятелей, как Ирвинг Браун и Джей Лавстон. Поддержка ФУ от американского профсоюзного движения была связана с желанием развития антисоветских организаций во Франции в условиях Холодной войны. По заявлению бывшего сотрудника ЦРУ Томаса Брайдена, изначально Форс увриер финансировался на деньги Давида Дубинского, а после и на деньги ЦРУ. Свидетельства о сотрудничестве ФУ и Ирвинга Брауна поступали еще с 1952 года.
При этом профобъединение с момента своего создания считалось близким к социал-демократической СФИО. Впрочем, Андре Бержерон, возглавлявший ФУ в 1963—1989 годах, поддерживал тёплые отношения и с голлистскими правительствами. В нём также были активны, с одной стороны, некоторые радикальные левые, которых компартийные функционеры не стали бы терпеть в ВКТ — например, троцкисты из Международной коммунистической организации, как Жан-Жак Мари, — а с другой, привлечённые антикоммунистической ориентацией конфедерации правые вроде Раймона Ле Бурре.